# Championnat de Yougoslavie féminin de volley-ball
Le Championnat de Yougoslavie de volley-ball féminin s’est disputé de 1945 à 1991, soit durant l’existence de la Yougoslavie.

## Historique
- Le championnat de Yougoslavie a été disputé sa première saison (1945) par « équipes nationales ».
- Le championnat de Yougoslavie a disputé sa dernière saison en 1990-1991 en raison de la dissolution du pays et de l'indépendance des différents États la constitutant.

## Palmarès
| Année | Champion                 | Finaliste                   | Troisième                   |
| ----- | ------------------------ | --------------------------- | --------------------------- |
| 1945  | Slovénie                 | Voïvodine                   | Serbie                      |
| 1946  | Polet Maribor            | Spartak Subotica            | Mladost Zagreb              |
| 1947  | Enotnost Ljubljana       | Polet Maribor               | Spartak Subotica            |
| 1948  | Enotnost Ljubljana       | Polet Maribor               | Spartak Subotica            |
| 1949  | Enotnost Ljubljana       | Spartak Subotica            | Beograd                     |
| 1950  | Enotnost Ljubljana       | Polet Maribor               | Spartak Subotica            |
| 1951  | Železničar Ljubljana     | Spartak Subotica            | Branik Maribor              |
| 1952  | Partizan Belgrade        | Železničar Ljubljana        | Spartak Subotica            |
| 1953  | Branik Maribor           |                             |                             |
| 1954  | Železničar Ljubljana     | Branik Maribor              | Partizan Belgrade           |
| 1955  | Partizan Belgrade        | Branik Maribor              | Mladost Zagreb              |
| 1956  | Partizan Belgrade        | Étoile rouge de Belgrade    | Mladost Zagreb              |
| 1957  | Partizan Belgrade        | Lokomotiva Zagreb           | Mladost Zagreb              |
| 1958  | Partizan Belgrade        | Étoile rouge de Belgrade    | Lokomotiva Zagreb           |
| 1959  | Étoile rouge de Belgrade | Partizan Belgrade           | Postar Belgrade             |
| 1960  | Partizan Belgrade        | Étoile rouge de Belgrade    | Mladost Zagreb              |
| 1961  | Partizan Belgrade        | Étoile rouge de Belgrade    | Mladost Zagreb              |
| 1962  | Étoile rouge de Belgrade | Partizan Belgrade           | Postar Belgrade             |
| 1963  | Étoile rouge de Belgrade |                             |                             |
| 1964  | Étoile rouge de Belgrade |                             |                             |
| 1965  | Étoile rouge de Belgrade | Partizan Belgrade           | Postar Belgrade             |
| 1966  | Étoile rouge de Belgrade | Partizan Belgrade           | Postar Belgrade             |
| 1967  | Étoile rouge de Belgrade | Partizan Belgrade           | Postar Belgrade             |
| 1968  | Partizan Belgrade        | Étoile rouge de Belgrade    | Postar Belgrade             |
| 1969  | Étoile rouge de Belgrade | Partizan Belgrade           | Partizan Srijemski Karlovci |
| 1970  | Étoile rouge de Belgrade | Partizan Belgrade           | Radnički Beograd            |
| 1971  | Étoile rouge de Belgrade | Partizan Srijemski Karlovci | Partizan Rijeka             |
| 1972  | Étoile rouge de Belgrade |                             |                             |
| 1973  | Partizan Rijeka          | Étoile rouge de Belgrade    | Partizan Srijemski Karlovci |
| 1974  | SK Rijeka                | Étoile rouge de Belgrade    | OK Breza                    |
| 1975  | Étoile rouge de Belgrade | ŽOK Rijeka                  | Radnički Beograd            |
| 1976  | Étoile rouge de Belgrade | ŽOK Rijeka                  | IMT Beograd                 |
| 1977  | Étoile rouge de Belgrade | Radnički Beograd            | ŽOK Rijeka                  |
| 1978  | Étoile rouge de Belgrade | Radnički Beograd            | ŽOK Rijeka                  |
| 1979  | Étoile rouge de Belgrade | Radnički Beograd            | IMT Beograd                 |
| 1980  | Radnički Beograd         | Étoile rouge de Belgrade    | ŽOK Rijeka                  |
| 1981  | Radnički Beograd         | Étoile rouge de Belgrade    | ŽOK Rijeka                  |
| 1982  | Étoile rouge de Belgrade | Mladost Monter              | Radnički Beograd            |
| 1983  | Étoile rouge de Belgrade | Radnički Beograd            | Paloma Branik               |
| 1984  | Mladost Monter           | Radnički Beograd            | Paloma Branik               |
| 1985  | Paloma Branik            | Mladost Monter              | Radnički Beograd            |
| 1986  | Paloma Branik            |                             |                             |
| 1987  | Mladost Monter           |                             |                             |
| 1988  | Radnički Beograd         |                             |                             |
| 1989  | Mladost Monter           |                             |                             |
| 1990  | Mladost Monter           |                             |                             |
| 1991  | Mladost Monter           |                             |                             |